# Aero A-204
Aero A-204 byl prototyp československého dopravního letounu pro dvoučlennou posádku a 8 pasažérů z poloviny 30. let 20. století, který si objednala letecká společnost Československé státní aerolinie (ČSA).

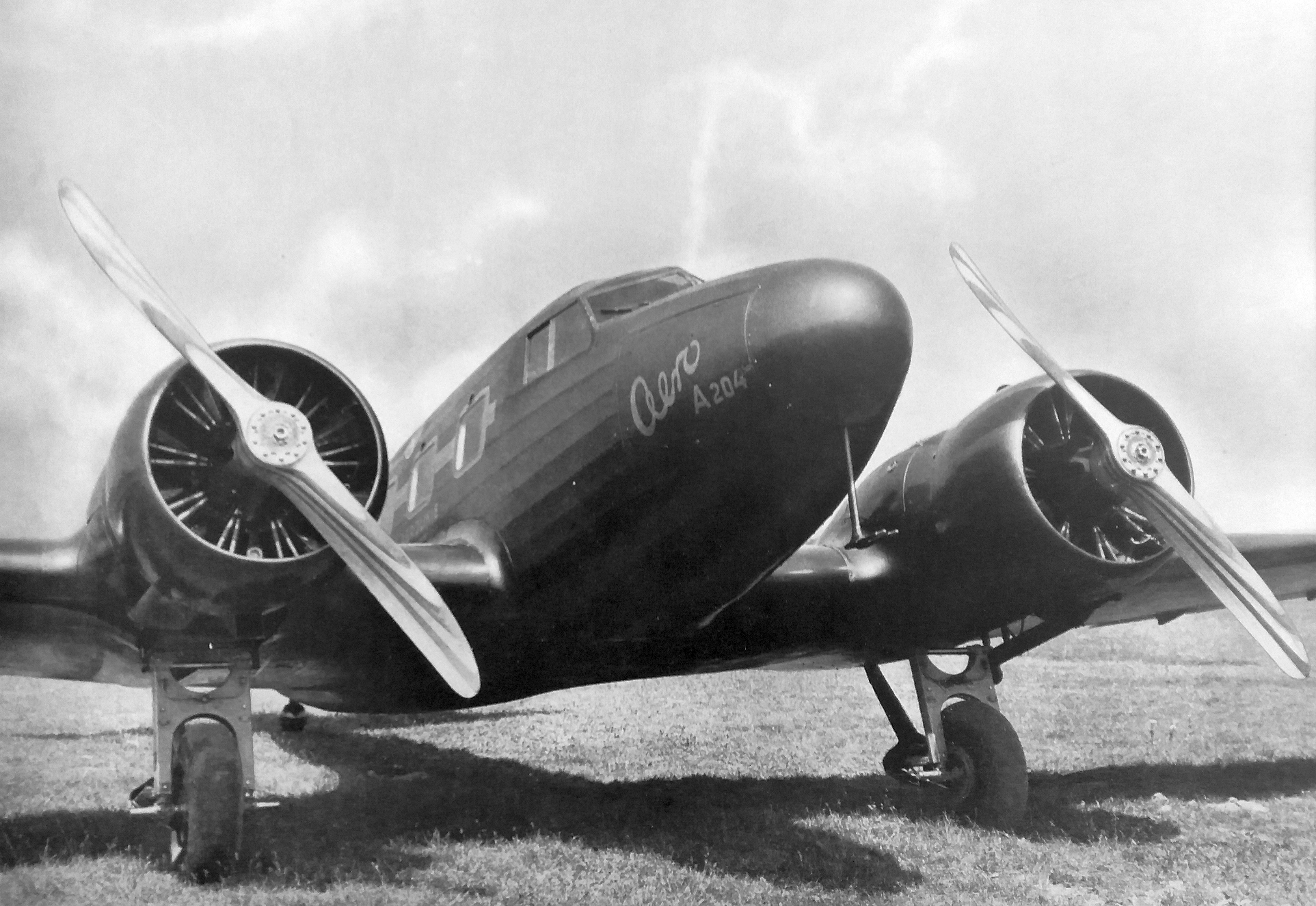
Aero A-204 se dvěma motory Walter Pollux II-R

## Vývoj a užití
V roce 1935 po navázání diplomatických a obchodních vztahů se Sovětským svazem chystaly ČSA otevřít novou linku Praha - Moskva. V únoru 1935 předaly továrně Aero, továrna letadel, dr. Kabeš, Praha-Vysočany požadavek na konstrukci moderního dopravního letounu se dvěma motory pro 10člennou osádku (2 piloti a 8 cestujících) s doletem 900 km. Letoun navrhl technický ředitel a šéfkonstruktér továrny Aero ing. Antonín Husník. Když byl v březnu 1936 zalétán prototyp, vznikly dohady o tom, zda byly či nebyly splněny technické požadavky.
Po zkušebním provozu letounu s imatrikulací OK-BAA (zapsán do leteckého rejstříku 22. srpna 1936) příslušná komise ČSA v únoru 1937 rozhodla a oznámila, že o letadlo ze strany ČSA není zájem. Továrna Aero pak využila tuto zdařilou konstrukci pro stavbu vojenských pozorovacích letounů A-304.

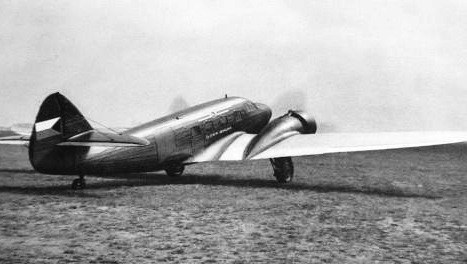
Aero A-204 (prospekt Aero 1936)

## Popis letounu
A-204 byl tvarově velmi vyspělý letoun, smíšené konstrukce se zatahovacím podvozkem záďového typu s ostruhou.
Dolnokřídlý jednoplošník se dvěma vzduchem chlazenými hvězdicovými motory Walter Pollux II-R. Trup měl příhradovou kostru z ocelových trubek, která byla doplněna tvarovanou karosérií do oválného průřezu se zvukovou a tepelnou izolací. Dvounosníkové, samonosné lichoběžníkové křídlo bylo celodřevěné. Benzín byl skladován ve dvou palivových nádržích o celkovém objemu 630 l, umístěných v křídlech mezi trupem a motorovými gondolami. Letadlo bylo vybaveno kompletní elektrickou a světelnou výstrojí pro denní i noční lety a dále i radiovou stanicí typu Marconi.

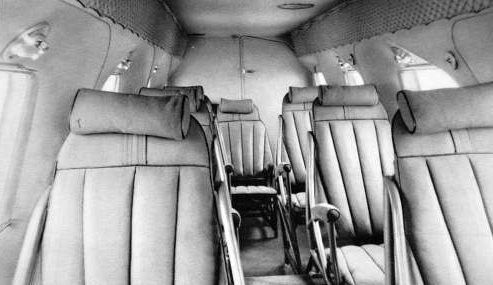
Aero A-204, kabina cestujících (prospekt Aero, 1936)

Letoun byl zprvu vybaven jen pevným kapotovaným podvozkem, protože francouzská firma Messier nedodala v termínu svůj zatahovací. Ten byl nainstalován až v červenci 1936. Homologační zkoušky byly vykonány s pevným i zasunovacím podvozkem. Do provozu bylo letadlo schváleno na základě vyhovující zkoušek výnosem 13b 441/6-21.873 ai 36 Ministerstva veřejných prací.

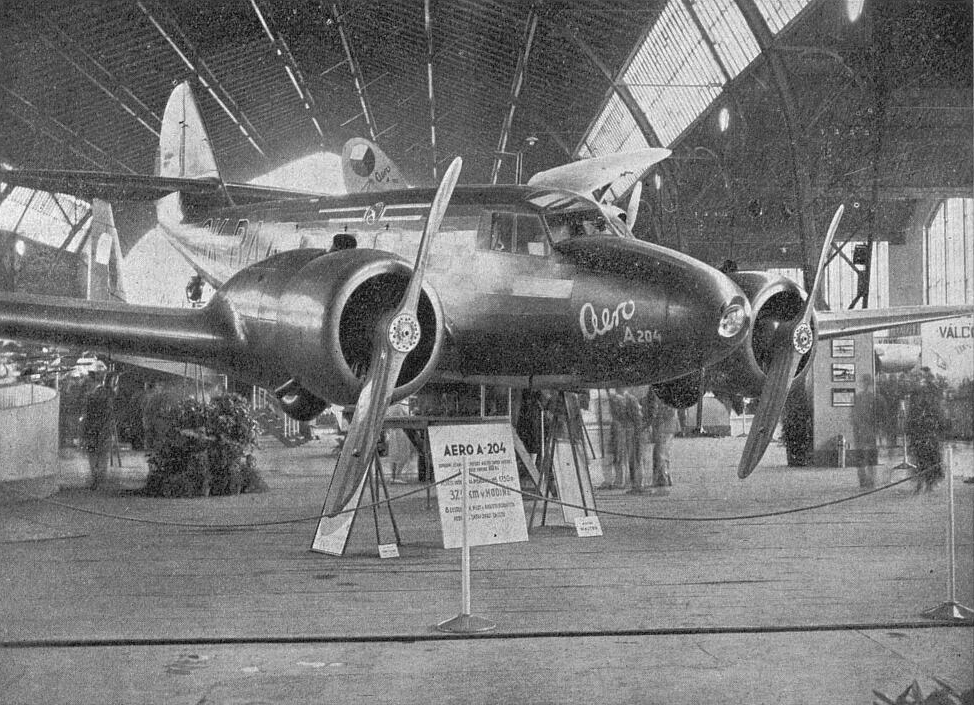
Aero A-204 na letecké výstavě v Praze (1937)

## Použití
Letoun A-204 byl od léta 1936 intenzívně zkoušen (letové výkony a vlastnosti) ve Vojenském technickém a leteckém ústavu (VTLÚ) v Letňanech s příznivým posudkem. Od srpna 1936 do února 1937 byl letoun zkoušen i u ČSA. ČSA však upřednostnily britské letouny Airspeed AS.6 Envoy a ze sériové výroby A-204 sešlo. Poté byl letoun vystavován na Národní letecké výstavě v červnu 1937, jako jediný větší dopravní stroj, ale to již patřil Ministerstvu obrany.
Jakmile z prodeje pro čs. civilního dopravce sešlo, projevila o letoun zájem Československá armáda, která předpokládala možnou objednávku vojenských verzí letounu pro průzkum a lehké bombardování československým letectvem. Stroj byl upraven dle jejich požadavků a tak vznikl letoun Aero A-304 s nainstalovanými výkonnějšími motory Walter Super Castor. Ty ostatně chtěla použít továrna Aero již pro A-204, ale letecká společnost ČSA si vymínila použití slabších, starších motorů Walter Pollux.
Prototyp A-204 byl v době německé okupace ještě dále zkoušen a byly na něm prováděny blíže nespecifikované úpravy. Z československého leteckého rejstříku však byl tento letoun vymazán již 10. 9. 1938.

## Specifikace

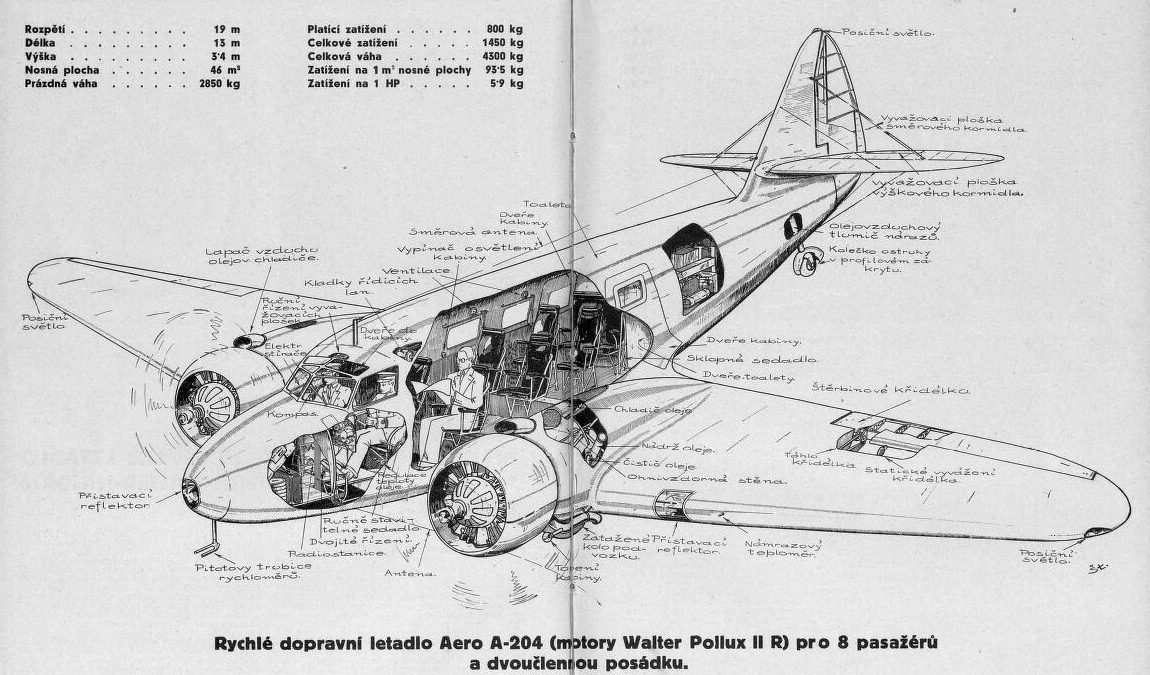
Aero A-204 (1936)

Údaje dle

### Technické údaje
- Osádka: 2
- Kapacita: 8 cestujících
- Rozpětí: 19,20 m
- Délka: 13,20 m
- Výška: 3,4 m
- Nosná plocha: 46 m²
- Plošné zatížení: 93,5 kg/m²
- Hmotnost prázdného letounu: 2850 kg
- Celková hmotnost: 4300 kg
- Pohonná jednotka: 2 × vzduchem chlazený devítiválcový zážehový hvězdicový motor Walter Pollux II-R
  - jmenovitý: 265 kW/360 k při 2 070 ot/min
  - maximální vzletový: 368 kW/500 k při 2 300 ot/min
- Vrtule: dřevěná dvoulistá

### Výkony
- Maximální rychlost: 320 km/h ve výšce 1 400 m
- Cestovní rychlost: 275 km/h ve výšce 1 400 m
- Stoupavost:
  - do 1 000 m: 3 min
  - do 3 000 m: 12 min
- Dostup:
  - se 2 motory: 5 800 m
  - praktický dostup na 1 motor: 1 700 m
- Dolet: 900 km
- Délka startu: 145 m
- Délka přistání: 240 m

## Zajímavosti
Spisovatel Emil Holan napsal i dnes čtivou knihu pro mládež o vzniku tohoto letadla: OK-BAA Příběhy dopravního letadla.